# 吳哥航空
吳哥航空是柬埔寨一家已經結束營業的航空公司。總部設在金邊，它有國內服務和國際航線。容易和柬埔寨吳哥航空 (Angkor Air) 混淆。

## 歷史
吳哥航空成立於2004年。客運服務包括暹粒（吳哥）-成都、暹粒-台北（高雄）、暹粒-東京、暹粒-大阪、暹粒-福岡等飛航服務。
2008年5月8日，該公司因財務問題，宣布從5月10日起停飛所有航線。停飛之前僅台北至暹粒的航線營運中，其他航線已停航。

### TWN

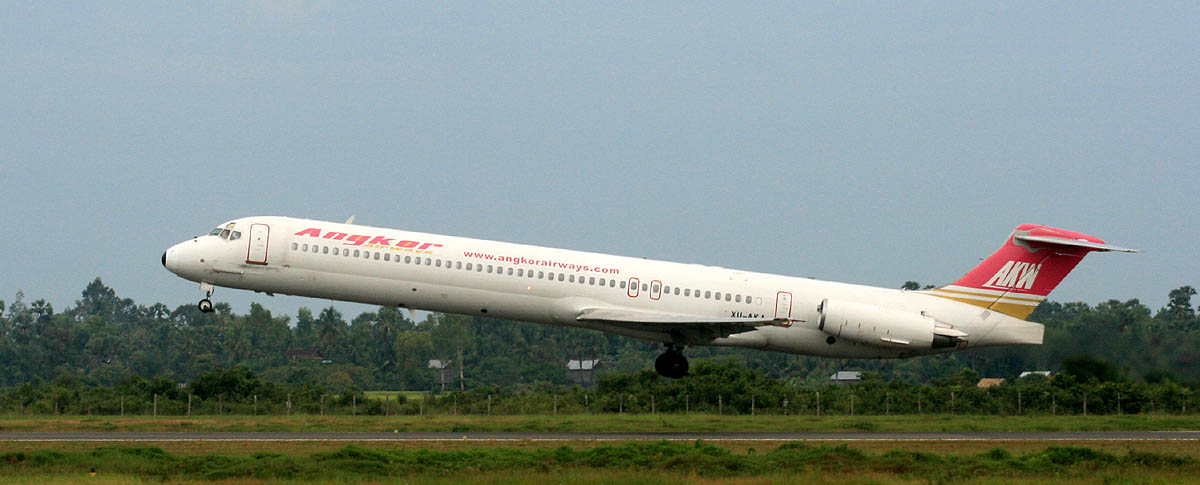
吳哥航空的MD-83 (XU-AKA) 從暹粒國際機場起飛

## 已停航的航点

### 日本
- 名古屋中部國際機場
- 大阪關西國際機場
- 仙台仙台機場
- 福岡福岡機場

### 柬埔寨
- 金邊金邊國際機場
- 暹粒吳哥國際機場

### 中国大陆
- 昆明
- 成都

### 臺灣
- 台北
- 高雄

## 機隊
- 1架波音757-200（濕租自遠東航空）
- 1架麥道MD-83（濕租自遠東航空）

## 外部連結
- www.angkorairways.com（页面存档备份，存于）